# محافظة الدقهلية
31°03′N 31°23′E / 31.050°N 31.383°E

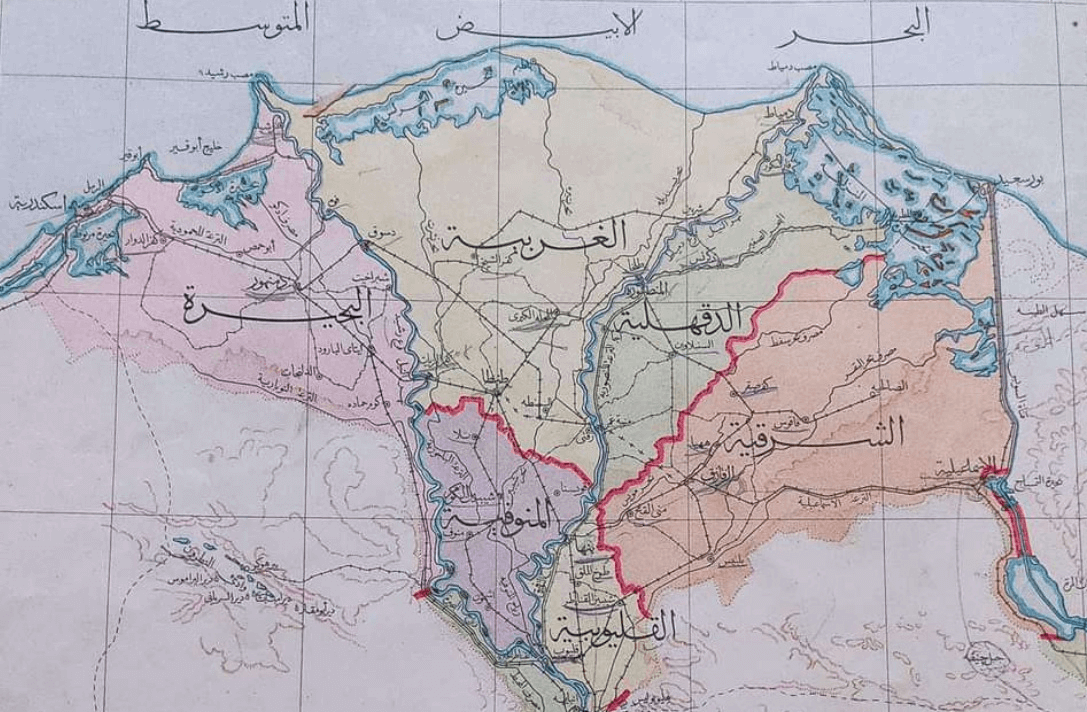
خريطة لوجه بحري سنة 1900 تظهر فيها مديرية الدقهلية

تقع محافظة الدقهلية شمال شرق الدلتا بمصر. عاصمتها هي مدينة المنصورة، ويبلغ عدد سكان المحافظة حوالي 7 ملايين نسمة مما يجعلها من أكبر محافظات مصر سكاناً. سميت الدقهلية بهذا الاسم نسبة إلى قرية دقهلة وهي قرية قديمة تقع حالياً بمركز الزرقا محافظة دمياط. وتقع محافظة الدقهلية في القطاع الشمالي الشرقي لدلتا النيل حول فرع دمياط. يحدها من الشرق محافظة الشرقية ومن الغرب محافظة الغربية ومن الشمال البحر الأبيض المتوسط ومن الشمال الشرقي محافظة دمياط ومن الشمال الغربي محافظة كفر الشيخ ومن الجنوب محافظة القليوبية شرقا. تبلغ المساحة الكلية لمحافظة الدقهلية 3,459 كم2.

## التسمية
سُمّيت محافظة الدقهلية بهذا الاسم نسبة إلى قرية "دقهلة"، وهي قرية قديمة تقع حاليًا ضمن مركز الزرقا بمحافظة دمياط. كانت دقهلة تُعد قاعدة لإقليم الدقهلية منذ الفتح العربي وحتى عصر المماليك، حيث استمرت عاصمة للإقليم حتى عام 715 هـ (1315م)، ثم نُقلت العاصمة إلى أشمون الرمان.

## الجغرافيا
تقع محافظة الدقهلية في الجزء الشمالي الشرقي من جمهورية مصر العربية، ضمن إقليم دلتا النيل، وتُعد من أهم محافظات الوجه البحري من حيث الكثافة السكانية والنشاط الزراعي والصناعي. يحدها من الشمال محافظة كفر الشيخ، ومن الشمال الشرقي محافظة دمياط، ومن الشرق محافظة الشرقية، ومن الجنوب محافظة القليوبية، ومن الغرب محافظة الغربية.يمر فرع دمياط – أحد فرعي نهر النيل – بمحافظة الدقهلية، ما يجعل أراضيها من أخصب الأراضي الزراعية في مصر. كما تطل شرقًا على جزء من بحيرة المنزلة، وهي واحدة من أكبر البحيرات الطبيعية في البلاد، وتُستخدم في الصيد. وتقع المحافظة بين خطي عرض 30.5 °، 31.5 °، شمالاً، وخطي طول 30 °، 32 ° شرقاً.
تتنوع تضاريس الدقهلية بين أراضٍ زراعية مستوية تُروى من شبكة من الترع والمصارف، ومناطق سكنية تجمع بين الطابعين الريفي والحضري. وتضم المحافظة مدنًا كبيرة مثل المنصورة – وهي العاصمة الإدارية والثقافية – وميت غمر ودكرنس وطلخا ومنية النصر وغيرها.يتميّز مناخ المحافظة بكونه معتدلًا شتاءً وحارًا رطبًا صيفًا، وتتراوح درجات الحرارة فيه ما بين الدفء في أغلب شهور السنة والبرودة النسبية في فصل الشتاء.
السكان
بلغ عدد سكان محافظة الدقهلية في عام 2025 نحو 7,152,522 نسمة، منهم 3,632,475 ذكور و3,520,047 إناث، وذلك وفقًا لبيانات الجهاز المركزي للتعبئة العامة والإحصاء. وتُمثل المحافظة نسبة كبيرة من إجمالي سكان الجمهورية، مما يجعلها من أكثر المحافظات كثافة سكانية في دلتا النيل، حيث تنتشر التجمعات السكانية في مدن كبرى وقرى عديدة ذات طابع زراعي وسكني متداخل.

## التقسيمات الإدارية
| المركز      | العاصمة     | عدد المدن | عدد القرى | المساحة | السكان  | ملاحظات                                                                             |
| ----------- | ----------- | --------- | --------- | ------- | ------- | ----------------------------------------------------------------------------------- |
| أجا         | أجا         | 1         | 58        |         | 27,521  |                                                                                     |
| الجمالية    | الجمالية    |           |           |         | 63,819  |                                                                                     |
| الستاموني   | الستاموني   |           |           |         |         |                                                                                     |
| السنبلاوين  | السنبلاوين  |           |           |         | 310,000 |                                                                                     |
| الكردي      | الكردي      |           |           |         |         |                                                                                     |
| المطرية     | المطرية     |           |           |         | 100,852 |                                                                                     |
| المنزلة     | المنزلة     |           |           |         | 75,000  |                                                                                     |
| المنصورة    | المنصورة    | 1         |           |         | 439,000 | عاصمة المحافظة الحالية.                                                             |
| بلقاس       | بلقاس       | 2         |           |         | 94,230  | تضم مدينة جمصة مصيف المحافظة وكذلك مدينة المنصورة الجديدة التي لا تزال قيد الإنشاء. |
| بني عبيد    | بني عبيد    |           |           |         | 30,000  |                                                                                     |
| تمي الأمديد | تمي الأمديد |           |           |         | 50,840  |                                                                                     |
| دكرنس       | دكرنس       | 1         |           |         | 167,000 |                                                                                     |
| شربين       | شربين       |           |           |         | 54,525  |                                                                                     |
| طلخا        | طلخا        | 1         |           |         | 66,840  |                                                                                     |
| محلة دمنة   | محلة دمنة   |           |           |         |         |                                                                                     |
| منية النصر  | منية النصر  |           |           |         | 56,000  |                                                                                     |
| ميت سلسيل   | ميت سلسيل   |           |           |         | 31,200  |                                                                                     |
| ميت غمر     | ميت غمر     |           |           |         | 116,000 |                                                                                     |
| نبروه       | نبروه       |           |           |         | 6,000   |                                                                                     |

## تعداد مدن المحافظة حسب نسبة السكان
1. المنصورة 439,000 نسمة
2. السنبلاوين310,000 نسمة
3. ميت غمر 116,000 نسمة
4. دكرنس 167,000 نسمة
5. المطرية 100,852 نسمة
6. بلقاس 94,230 نسمة
7. المنزلة 75,000 نسمة
8. طلخا 66,840 نسمة
9. الجمالية 63,819 نسمة
10. منية النصر 56,000 نسمة
11. شربين 54,525 نسمة
12. تمي الأمديد 50.840 نسمة
13. ميت سلسيل 31,200 نسمة
14. بني عبيد 30,000 نسمة
15. أجا 27,521 نسمة
16. إخطاب 20,000 نسمة
17. نبروة 6,000 نسمة
18. مدينة جمصة

## التقسيم الإداري

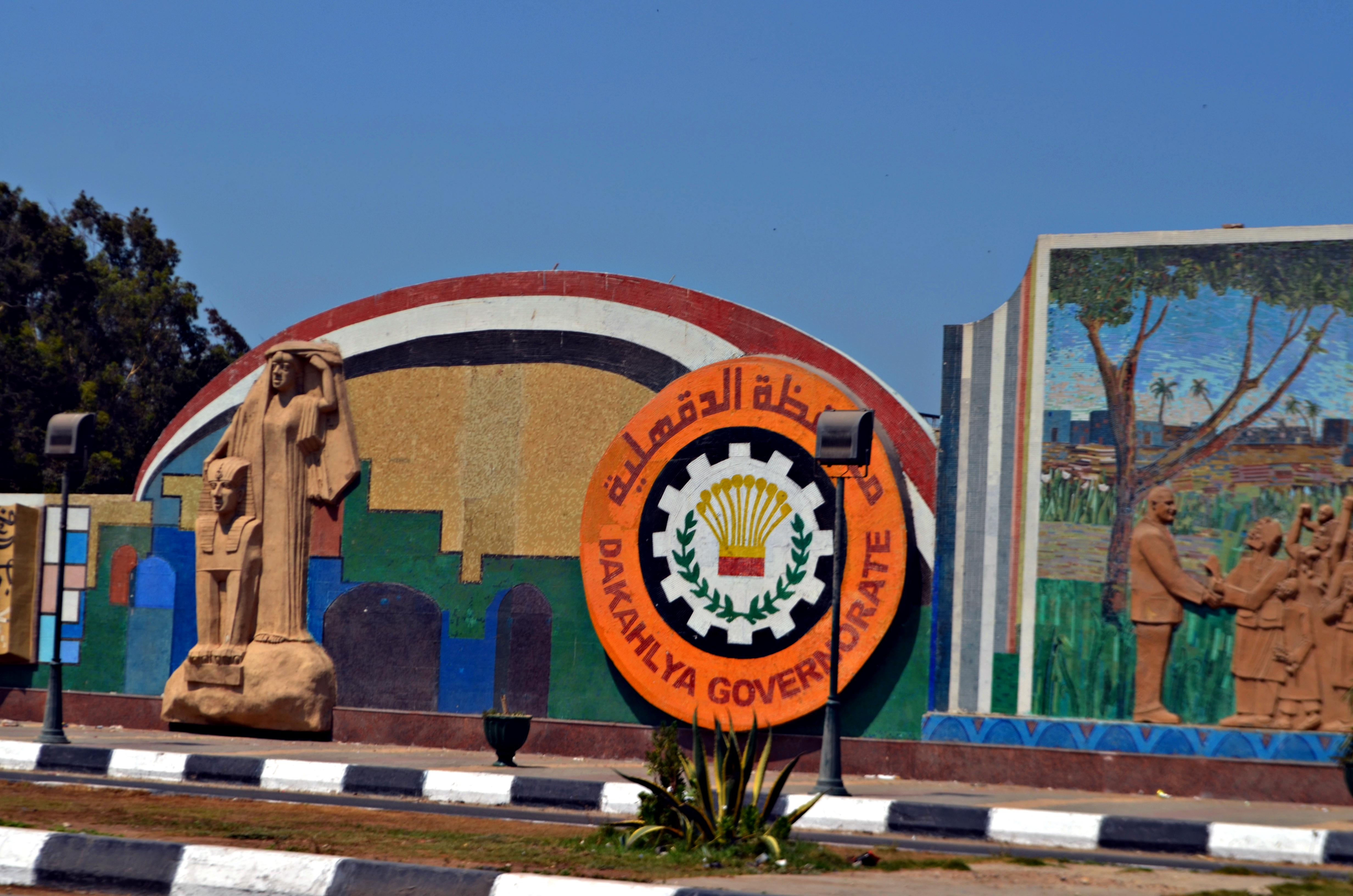
شعار محافظة الدقهلية على جدارية كبيرة بالمنصورة.

تضم المحافظة (18) مركز و (3) مدن. كما يتبعها (110) وحدة محلية وقروية تضم 336 قرية و2072 عزبة وتجمع سكاني صغير.
المراكز:
- المنصورة
- المنزلة
- الجمالية
- دكرنس
- منية النصر
- ميت سلسيل
- ميت غمر
- أجا
- طلخا
- بلقاس
- السنبلاوين
- شربين
- بني عبيد
- تمى الأمديد
- المطرية
- نبروه
- جمصة
- الكردي
- محلة الدمنة

## المناطق الأثرية
توجد بمحافظة طويلة من تاريخ مصر في مختلف العصور وقد جرت أعمال التنقيب والبحث عن الآثار بتلك المناطق وأهم المناطق الأثرية بمحافظة الدقهلية:-
- كنيسة القديس مارجرجس: تقع بميت دمسيس مركز أجا وهي تتكون من مبنيين أحدهما يرجع إلى أكثر من 1600 عام والآخر الحديث إلى 120 عام.
- دير الشهيدة القديسة دميانة بقرية دميانة مركز بلقاس.
- كنيسة القديس مارجرجس والقمص بطرس بانوب (جسده كما هو لم يتغير) - شربين
- ضريح الصحابي الجليل عبد الله بن سلام ويقع بجزيرة ابن سلام ببحيرة المنزلة.
- دار ابن لقمان: وتقع بجوار مسجد الموافي وسط مدينة المنصور وقد أخذت شهرتها بعد أن سجن فيها لويس التاسع ملك فرنسا وقائد الحملة الصليبية على مصر (1249 - 1250 م) لمدة شهر حيث فدته زوجته وأطلق سراحه في 7 مايو 1250 م. أنشئ بالدار متحف تاريخي يحوي الكثير من اللوحات والمعلومات والصور التي توضح دور الشعب المصري في تحطيم قوات الصليبين بجانب بعض الملابس والأسلحة التي استخدمت في المعركة.
- تل الربع هو أطلال مدينة منديس الفرعونية وكان يقع في الجهة الشمالية من الفرع المنديسي من فروع النيل وكانت تمسى في العصور الوسطى تل المندرو كانت تسمى أيام الفراعنة «وت» وكانت عاصمة للإقليم وقد عثر في هذا التل على أحجار معابد من أيام رمسيس الثاني وابنه منقاع كما عثر أيضا على أسماء ملوك من الأسرات 21، 22، 26 وأهم ما فيها الآن أثر ضخم من قطعة واحدة من حجر الجرانيت أبعاده على جبانة أكباش المقدسة التي كانت تبعد هناك في الركن الشمالي الغربي من سور المدينة، كما أن مدينة منديس الفرعونية كانت عاصمة مصر خلال الأسرة التاسعة والعشرون وذلك في عصر الملك نفريتس الذي حكم مدة ست سنوات (398-392) ق م ثم الملك آكوريس (392-380) ق م وهذه الكباش هي مــاعـز منديس المقدسة للمعبود المصري بتاح الذي كان يعد صنم الخلق والسحر والعلم والحكمة عند الفراعنة القدامى وبتاح هو اسم إبليس الذي عرف به في الحضارة المصرية أخذ هيئة ماعز وأحيانا كبش أو ثور فكان يحمل بين قرنية قرص الشمس في مدينة.
- تل تمي الأمديد وقد سمي باليونانية «ثمويس» ويسمى أيضا تل ابن سلام وقد عثر فيه على آثار من عهود مختلفة لأن المدينة لعبت دوراً هاماً في جميع عصور التاريخ وبخاصة في العصر المتأخر هي وجارتها «منديس» التي كان منها ملوك الأسرة 29.
- مسجد ومئذنة الشيخ سطوحي بمدينة برمبال القديمة
- تل البلامون وهو يقع في الشمال الغربي من شربين ويبعد عنها حوالي 8 كم وأمام قرية أبو جلال، ومساحة هذا التل 158 فدان ويحيط به أرض خضراء حقول، هذه المنطقة هي المقاطعة رقم 17 من مقاطعات وجه بحري في ذلك الوقت «عهد الرمامسة» وكانت أيضا العاصمة وتسمى بالهيروغليفية «يا أبو - أن – أمن» أي جزيرة المعبود آمون كما عبد أيضاً في هذه المنطقة المعبود «سا - أم – بحوت» وقد تم العثور على عدد من الحفائر والآثار في هذه المنطقة منها قناعان من الذهب الخالص ونشرت هذه الحفائر في حوليات مصلحة الآثار باللغة الإنجليزية، وتقع هذه المقاطعة (17) تحت أنقاض قرية تل البلامون وحلت عبارة آمون في العصور التاريخية محل عبارة حورس الصنم المحلي.
- تل بله: ويقع بالقرب من مدينة دكرنس وهو من أهم التلال الأثرية حيث له طابع خاص وهو مكان المدينة القديمة التي أطلق عليها دبلله ثم حرفت إلى تباله وتبله وهي تقع على الترعة القديمة المساه «اتوينس» ولها شهرة في الزمن اليوناني والروماني هذا وقد استخرج من هذا التل قطع أثرية هامة محفوظة حالياً في المتحف المصري.
- تل المقدام: ويقع في كفر المقدام التي تبعد 10 كم عن مدينة ميت غمر ولهذا التل أهمية كبيرة إذ تبلغ مساحته حوالي 120 فدان حيث يسمى في العصر اليوناني الروماني هيلوبولس هذا وتظهر به حالياً بعض بقايا من التماثيل والأحجار المنقوشة بكتابات هيروغليفية كما اكتشفت فيه بعض الأواني الفخارية والمسارج.
- مسجد الموافي: من أشهر المساجد بمدينة المنصورة أسسه الملك الصالح (نجم الدين أيوب عام 583 هـ) وكان مسجداً صغيراً إلى أن نزل به الشيخ عبد الله الموافي فنسب إليه وأصبح معهداً دينياً تنعقد فيه المحاضرات الدينية والحلقات الدراسية بمعرفة كبار العلماء بالدلتا وللأسف الشديد فقد قامت يد التخلف بهدم هذا المسجد الأثري الهام وبناء مسجد جديد على الطراز الحديث بدلاً منه لتضيع قيمة أثرية كبيرة.
- مسجد الصالح أيوب وهو بالتأكيد أقدم مساجد المنصورة بناه الملك الصالح أيوب وكان به استراحة للزوار من المماليك ويتصف بأنه تحفة معمارية وتم ترميمه بمعرفة وزارة الأوقاف وهو من المساجد الهامة بمدينة المنصورة ويقع بشارع الملك الصالح أول العباسي بالمنصورة.
- مسجد ومئذنة الغمري الأثرية بميت غمر: ويرجع تاريخ هذه المئذنة إلى العصر المملوكي وهي ذات طراز فريد في نوعها حيث لا يوجد له مثيل في الدلتا وهي تشبه في طرازها مئذنة زاوية الهنود بالجامع الأزهر في القاهرة والتي ترجع إلى نفس العصر أما المسجد نفسه فقد زالت معالمه ويعاد الآن بناء المسجد من جديد.
- زاوية الأمير حماد: وتقع هذه الزاوية بمدينة ميت غمر بجوار المسجد الغمري ويرجع تاريخها إلى العصر العثماني.
- مسجد ومئذنة الشيخ سطوحي بمدينة برمبال القديمة
- تل البلاصون الواقع بين مدينة الكردي ومنية النصر بمحافظة الدقهلية من التلال التاريخية التي عرفت منذ أيام الرومان وهي هضبة مرتفعة عن سطح الأرض بحوالي 20 مترا، وسكن فيها بعض المواطنين وقاية لهم من خطر الفيضان وبنوا عليه بيوتهم من الطوب اللبن.

## محافظو الدقهلية
المحافظ هو ممثل السلطة التنفيذية في المحافظة ورئيس المجلس التنفيذي للمحافظة، ويعينه أو يعفيه من منصبه رئيس الجمهورية.
| الاسم                      | استلم المنصب   | ترك المنصب     |
| -------------------------- | -------------- | -------------- |
| إسماعيل فريد               | 10 سبتمبر 1960 | 14 أكتوبر 1965 |
| عبد الفتاح علي حسن فؤاد    | 14 أكتوبر 1965 | 26 يناير 1967  |
| عبد الفتاح علي أحمد        | 26 يناير 1967  | 21 أكتوبر 1971 |
| عبد المجيد شديد            | 21 أكتوبر 1971 | 8 سبتمبر 1972  |
| محمد إبراهيم دكروري        | 8 سبتمبر 1972  | 16 نوفمبر 1976 |
| محمد علي رشيد              | 16 نوفمبر 1976 | 15 مايو 1977   |
| محمد عبد الغني محمود       | 15 مايو 1977   | 13 ديسمبر 1977 |
| توفيق حامد كرارة           | 13 ديسمبر 1977 | 29 نوفمبر 1978 |
| سعد محمد السيد الشربيني    | 29 نوفمبر 1978 | 15 مايو 1980   |
| توفيق حامد كرارة           | 15 مايو 1980   | 21 فبراير 1984 |
| سعد محمد السيد الشربيني    | 21 فبراير 1984 | 29 أبريل 1989  |
| محمد حسين أحمد مدين        | 29 أبريل 1989  | 20 مارس 1991   |
| مصطفى أحمد كامل            | 20 مارس 1991   | 21 أبريل 1993  |
| إبراهيم حسن الشيخ          | 21 أبريل 1993  | 16 يناير 1996  |
| فخر الدين خالد عبده        | 16 يناير 1996  | 31 أكتوبر 1999 |
| محمد مصطفى مصطفى المنشاوي  | 31 أكتوبر 1999 | 1 يناير 2006   |
| أحمد سعيد محمد محمد صوان   | 1 يناير 2006   | 17 أبريل 2008  |
| سمير عبد المنعم أحمد سلام  | 17 أبريل 2008  | 19 أبريل 2011  |
| محمد محسن حفظى             | 19 أبريل 2011  | 7 أغسطس 2011   |
| صلاح الدين المعداوي        | 7 أغسطس 2011   | 16 يونيو 2013  |
| صبحي عطية أحمد يونس        | 16 يونيو 2013  | 13 أغسطس 2013  |
| عمر محمد الشوادفي          | 13 أغسطس 2013  | 7 فبراير 2015  |
| حسام الدين إمام عبد الصمد  | 7 فبراير 2015  | 16 فبراير 2017 |
| أحمد أحمد علي شعراوي       | 16 فبراير 2017 | 30 أغسطس 2018  |
| كمال جاد شاروبيم           | 30 أغسطس 2018  | 27 نوفمبر 2019 |
| أيمن عبد المنعم مختار      | 27 نوفمبر 2019 | 3 يوليو 2024   |
| طارق مرزوق محمد عبد المغنى | 4 يوليو 2024   | الآن           |